# Osiedle Piastowskie (Lublin)

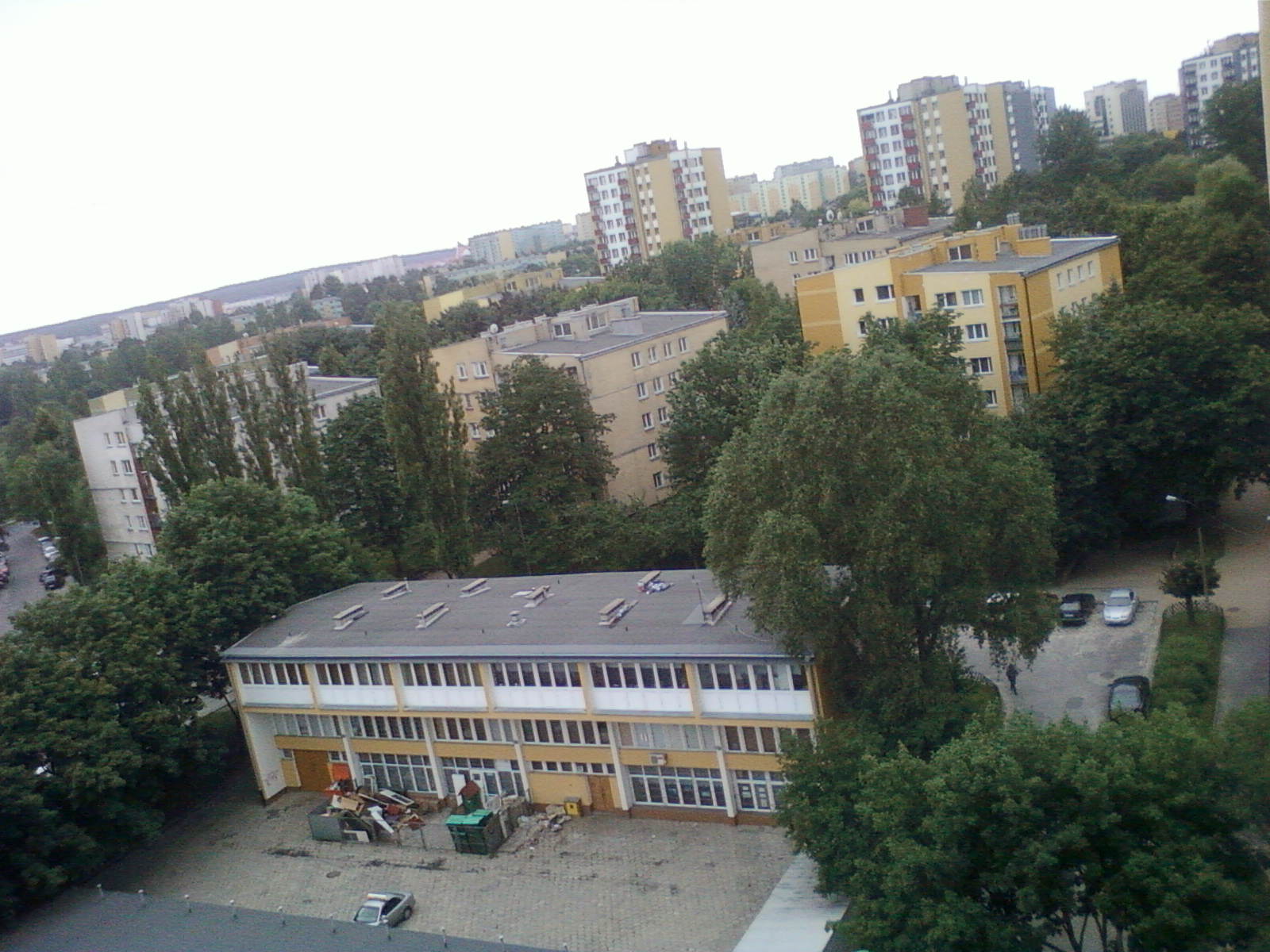
Widok na osiedle z wieżowca na ulicy Bolesława Chrobrego

Osiedle Piastowskie – osiedle w Lublinie w południowej części miasta, położone na Rurach.
Zbudowane w latach siedemdziesiątych XX wieku osiedle tworzą głównie budynki wielkopłytowe wysokie, ale od północnego krańca otoczone jest zabudową willową. Centrum osiedla zajmuje niewielki park, a główną ulicą jest ul. Bolesława Chrobrego.